# Roman Džindžichašvili
Roman Jakovlevič Džindžichašvili (in russo Роман Яковлевич Джинджихашвили?; Tbilisi, 5 maggio 1944) è uno scacchista statunitense di origine sovietica di etnia georgiana, Grande maestro.
Partecipò a due campionati sovietici, classificandosi 21º nel 1971 e 14º nel 1972.
Nel 1976 emigrò in Israele e dopo tre anni si trasferì negli Stati Uniti a New York. Attualmente vive a Boston.
Prese parte a tre olimpiadi degli scacchi: nel 1976 e 1978 con Israele e nel 1984 con gli Stati Uniti. Alle olimpiadi di Salonicco 1984, giocando in prima scacchiera, vinse la medaglia di bronzo di squadra.
Raggiunse il massimo rating Elo nel 1979, con 2595 punti (12º al mondo alla pari con Alexander Beliavsky, Josif Dorfman, Robert Hübner e Zoltán Ribli).
Vinse il campionato americano nel 1983 (alla pari con Walter Browne e Larry Christiansen) e nel 1989 (alla pari con Yasser Seirawan e Stuart Rachels).

## Tornei e competizioni individuali
Tra gli altri risultati:
| Torneo                | Città        | Posizione         | Classifica                   |
| 1965                  | 1965         | 1965              | 1965                         |
| --------------------- | ------------ | ----------------- | ---------------------------- |
|                       | Tbilisi      | primo pari merito | assieme a Bukhuti Gurgenidze |
| 1977                  |              |                   |                              |
|                       | Netanya      | primo pari merito |                              |
| 1978                  |              |                   |                              |
| torneo di Hastings    | Hastings     | primo             | davanti a Tigran Petrosian   |
| campionato israeliano | Tel Aviv     | primo             |                              |
| 1980                  |              |                   |                              |
|                       | Lone Pine    | primo             |                              |
| 1984                  |              |                   |                              |
|                       | New York     | primo             |                              |
| 1992                  |              |                   |                              |
| World Open            | Philadelphia | secondo           |                              |

Dzindzichashvili è noto come un grande esperto della teoria delle aperture. La cosiddetta "difesa Dzindzi-indiana" ( 1.d4 g6 2.c4 Ag7 3.Cc3 c5 3.d5 Axc3 4.bxc3 f5 ) porta il suo nome. È autore di una serie di DVD di grande successo, chiamati Roman's Lab.
Attualmente svolge l'attività di istruttore scacchistico presso l'Università del Texas a Austin.